# Epipenaeon georgei
Epipenaeon georgei là một loài chân đều trong họ Bopyridae. Loài này được Devi miêu tả khoa học năm 1982.